# Département de Géorgie
Le département de Géorgie est un commandement de l'armée confédérée dont l'existence ne dure que quelques jours en octobre 1861 au début de la guerre de Sécession.

## Historique
La responsabilité de ce département militaire confédéré couvre l'ensemble de la Géorgie. Sa création fait suite à la capture de Port Royal en Caroline du Sud. Le propos de ce département est d'éviter que les côtes de la Géorgie subissent le même sort que Port Royal(p401). Il est donc créé à compter du 26 octobre 1861 par l'ordre spécial No 190 et ses quartiers généraux sont placés à Savannah(p756).
Le brigadier général Alexander R. Lawton prend le commandement de ce département qui est fusionné avec le département de Caroline du Sud et de Géorgie, disparaissant dix jours seulement après sa création:401. À la dissolution du département, ce dernier devient de district de Géorgie, et le brigadier général A. R. Lawton en prend le commandement(p342).
Les effectifs du département au 1er novembre 1861 s'élèvent à 5 497 hommes dont la majorité sont stationnés à Savannah, au fort Pulaski et à Brunswick. 1 086 hommes sont stationnés sur Tybee Island à l'est de Savannah:756.

### Commandants

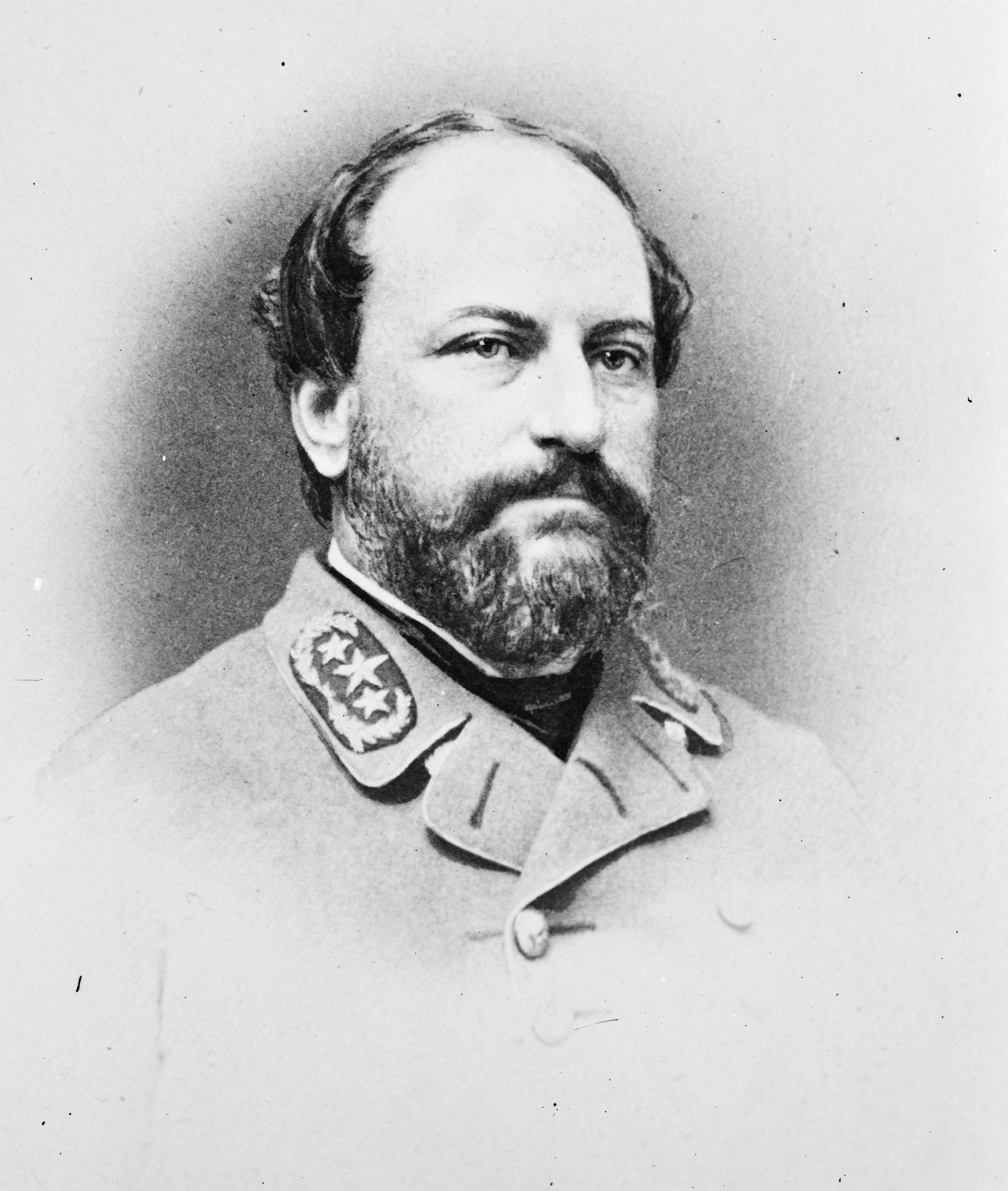
Alexander Robert Lawton

- Alexander Robert Lawton 26 octobre 1861[4](p1) – 5 novembre 1861[3](p870)